# وولانوو (استان ماسوویان)
وولانوو (به لاتین: Wolanów) یک روستا در لهستان است که در گمینا وولانوو واقع شده‌است.